# Communauté de communes Enclave des Papes-Pays de Grignan
Die Communauté de communes Enclave des Papes-Pays de Grignan (offizielle Schreibweise auch: Communauté de communes Enclave des Papes - Pays de Grignan) ist ein französischer Gemeindeverband mit der Rechtsform einer Communauté de communes in den Départements Vaucluse und Drôme in den Regionen Provence-Alpes-Côte d’Azur und Auvergne-Rhône-Alpes. Der Gemeindeverband wurde am 1. Januar 2014 gegründet und umfasst 19 Gemeinden. Der Verwaltungssitz befindet sich im Ort Valréas. Das Gebiet umfasst eine Exklave des Départements Vaucluse innerhalb des Départements Drôme sowie benachbarte Gemeinden im Département Drôme und ist somit Département- und Regions-übergreifend strukturiert.

## Historische Entwicklung
Der Gemeindeverband entstand 2014 durch die Fusion der Vorgängerorganisationen
- Communauté de communes du Pays de Grignan und
- Communauté de communes de l’Enclave des Papes.

## Mitgliedsgemeinden
| Gemeinde                                                 | Einwohner 1. Januar 2022 | Fläche km² | Dichte Einw./km² | Code INSEE | Postleitzahl | Region                     | Département |
| -------------------------------------------------------- | ------------------------ | ---------- | ---------------- | ---------- | ------------ | -------------------------- | ----------- |
| Chamaret                                                 | 527                      | 7,79       | 68               | 26070      | 26230        | Auvergne-Rhône-Alpes       | Drôme       |
| Chantemerle-lès-Grignan                                  | 244                      | 9,82       | 25               | 26073      | 26230        | Auvergne-Rhône-Alpes       | Drôme       |
| Colonzelle                                               | 528                      | 6,06       | 87               | 26099      | 26230        | Auvergne-Rhône-Alpes       | Drôme       |
| Grignan                                                  | 1.589                    | 43,43      | 37               | 26146      | 26230        | Auvergne-Rhône-Alpes       | Drôme       |
| Grillon                                                  | 1.724                    | 14,92      | 116              | 84053      | 84600        | Provence-Alpes-Côte d’Azur | Vaucluse    |
| Le Pègue                                                 | 363                      | 11,12      | 33               | 26226      | 26770        | Auvergne-Rhône-Alpes       | Drôme       |
| Montbrison-sur-Lez                                       | 269                      | 12,83      | 21               | 26192      | 26770        | Auvergne-Rhône-Alpes       | Drôme       |
| Montjoyer                                                | 277                      | 18,02      | 15               | 26203      | 26230        | Auvergne-Rhône-Alpes       | Drôme       |
| Montségur-sur-Lauzon                                     | 1.371                    | 18,24      | 75               | 26211      | 26130        | Auvergne-Rhône-Alpes       | Drôme       |
| Réauville                                                | 394                      | 18,22      | 22               | 26261      | 26230        | Auvergne-Rhône-Alpes       | Drôme       |
| Richerenches                                             | 539                      | 10,96      | 49               | 84097      | 84600        | Provence-Alpes-Côte d’Azur | Vaucluse    |
| Roussas                                                  | 400                      | 16,07      | 25               | 26284      | 26230        | Auvergne-Rhône-Alpes       | Drôme       |
| Rousset-les-Vignes                                       | 275                      | 15,45      | 18               | 26285      | 26770        | Auvergne-Rhône-Alpes       | Drôme       |
| Saint-Pantaléon-les-Vignes                               | 400                      | 8,31       | 48               | 26322      | 26770        | Auvergne-Rhône-Alpes       | Drôme       |
| Salles-sous-Bois                                         | 214                      | 9,50       | 23               | 26335      | 26770        | Auvergne-Rhône-Alpes       | Drôme       |
| Taulignan                                                | 1.632                    | 34,65      | 47               | 26348      | 26770        | Auvergne-Rhône-Alpes       | Drôme       |
| Valaurie                                                 | 720                      | 12,30      | 59               | 26360      | 26230        | Auvergne-Rhône-Alpes       | Drôme       |
| Valréas                                                  | 9.285                    | 57,97      | 160              | 84138      | 84600        | Provence-Alpes-Côte d’Azur | Vaucluse    |
| Visan                                                    | 1.875                    | 41,07      | 46               | 84150      | 84820        | Provence-Alpes-Côte d’Azur | Vaucluse    |
| Communauté de communes Enclave des Papes-Pays de Grignan | 22.626                   | 366,73     | 62               | –          | –            | –                          | –           |